# NGC 4564
NGC 4564 is een elliptisch sterrenstelsel in het sterrenbeeld Maagd. Het hemelobject werd op 15 maart 1784 ontdekt door de Duits-Britse astronoom William Herschel.

## Synoniemen
- UGC 7773
- MCG 2-32-150
- ZWG 70.186
- VCC 1664
- PGC 42051